# 1294 Antwerpia
1294 Antwerpia è un asteroide della fascia principale del diametro medio di circa 34,71 km. Scoperto nel 1933, presenta un'orbita caratterizzata da un semiasse maggiore pari a 2,6901442 UA e da un'eccentricità di 0,2326542, inclinata di 8,72782° rispetto all'eclittica.
Il suo nome è dedicato alla città di Anversa, Antwerpen in fiammingo.